# Bossonnens Challenger 1989
Il Bossonnens Challenger 1989 è stato un torneo di tennis facente parte della categoria ATP Challenger Series nell'ambito dell'ATP Challenger Series 1989. Il torneo si è giocato a Bossonnens in Svizzera dal 6 al 12 novembre 1989 su campi in cemento indoor.

## Vincitori

### Singolare
Roger Smith ha battuto in finale  Petr Korda con il punteggio di 7–6, 6–7, 6–4

### Doppio
Bret Garnett /  Kent Kinnear hanno battuto in finale  Brett Dickinson /  Bryan Shelton con il punteggio di 7–6, 6–3